# Вольная борьба на летних Олимпийских играх 1956 — свыше 87 кг
Соревнования по вольной борьбе в рамках Олимпийских игр 1956 года в тяжёлом весе (свыше 87 килограммов) прошли в Мельбурне с 28 ноября по 1 декабря 1956 года в «Royal Exhibition Building».
Турнир проводился по системе с начислением штрафных баллов. За чистую победу штрафные баллы не начислялись, за победу по очкам борец получал один штрафной балл, за поражение по очкам со счётом 2-1 два штрафных балла, со счётом 3-0 или чистое поражение — три штрафных балла. Борец, набравший пять штрафных баллов, из турнира выбывал. Трое оставшихся борцов выходили в финал, проводили встречи между собой. Схватка по регламенту турнира продолжалась 12 минут. Если в течение первых шести минут не было зафиксировано туше, то судьи могли определить борца, имеющего преимущество. Если преимущество никому не отдавалось, то назначалось четыре минуты борьбы в партере, при этом каждый из борцов находился внизу по две минуты (очередность определялась жребием). Если кому-то из борцов было отдано преимущество, то он имел право выбора следующих шести минут борьбы: либо в партере сверху, либо в стойке. Если по истечении четырёх минут не фиксировалась чистая победа, то оставшиеся две минуты борцы боролись в стойке.
В тяжёлом весе боролись 11 участников. В категории не было явного фаворита, у которого в активе были большие победы на международных соревнованиях, за исключением Кена Ричмонда, бронзового призёра предыдущих игр. Никто из первой шестёрки последнего чемпионата мира участия в соревнованиях не принимал. На этих соревнованиях взошла звезда знаменитого турецкого борца Хамита Каплана, у которого в активе была победа на Средиземноморских играх 1955 года и третье место на чемпионате мира, но всё по греко-римской борьбе. В конце своей карьеры Каплан был обладателем трёх олимпийских наград и восьми наград чемпионатов мира. В ходе турнира Каплан без сложностей победил в предварительных встречах, а в финальных схватках последовательно победил  Тайсто Кангасниеми и Юсеина Мехмедова. Мехмедов ещё во втором круге победил финского борца, и ему досталось «серебро»

## Призовые места
- Хамит Каплан (TUR)
- Юсеин Мехмедов (BUL)
- Тайсто Кангасниеми (FIN)

## Первый круг
| Штрафных баллов | Участник 1               | Результат | Участник 2            | Штрафных баллов |
| --------------- | ------------------------ | --------- | --------------------- | --------------- |
| 1               | Юсеин Мехмедов (BUL)     | 3-0       | Хусейн Ноори (IRI)    | 3               |
| 1               | Иван Выхристюк (URS)     | 3-0       | Джон да Силва (NZL)   | 3               |
| 1               | Кеннет Ричмонд (GBR)     | 3-0       | Лила Рам (IND)        | 3               |
| 1               | Хамит Каплан (TUR)       | 2-1       | Уильям Керслейк (USA) | 2               |
| 1               | Рэй Митчелл (AUS)        | 2-1       | Сабуро Накао (JPN)    | 2               |
| 0               | Тайсто Кангасниеми (FIN) | Пропускал |                       |                 |

## Второй круг
| Штрафных баллов | Участник 1            | Результат    | Участник 2               | Штрафных баллов |
| --------------- | --------------------- | ------------ | ------------------------ | --------------- |
| 1               | Юсеин Мехмедов (BUL)  | Туше (2:45)  | Тайсто Кангасниеми (FIN) | 3               |
| 4               | Хусейн Ноори (IRI)    | 3-0          | Джон да Силва (NZL)      | 6               |
| 2               | Иван Выхристюк (URS)  | 3-0          | Кеннет Ричмонд (GBR)     | 4               |
| 1               | Хамит Каплан (TUR)    | Туше (14:45) | Лила Рам (IND)           | 6               |
| 2               | Уильям Керслейк (USA) | Туше (3:00)  | Рэй Митчелл (AUS)        | 4               |
| 2               | Сабуро Накао (JPN)    | Пропускал    |                          |                 |

## Третий круг
| Штрафных баллов | Участник 1               | Результат    | Участник 2            | Штрафных баллов |
| --------------- | ------------------------ | ------------ | --------------------- | --------------- |
| 3               | Тайсто Кангасниеми (FIN) | Туше (2:00)  | Сабуро Накао (JPN)    | 5               |
| 2               | Юсеин Мехмедов (BUL)     | 3-0          | Иван Выхристюк (URS)  | 5               |
| 1               | Хамит Каплан (TUR)       | Туше (11:30) | Хусейн Ноори (IRI)    | 7               |
| 4               | Кеннет Ричмонд (GBR)     | Туше (3:45)  | Уильям Керслейк (USA) | 5               |
| 4               | Рэй Митчелл (AUS)        | Пропускал    |                       |                 |

## Четвёртый круг
| Штрафных баллов | Участник 1               | Результат   | Участник 2           | Штрафных баллов |
| --------------- | ------------------------ | ----------- | -------------------- | --------------- |
| 3               | Тайсто Кангасниеми (FIN) | Туше (6:40) | Рэй Митчелл (AUS)    | 7               |
| 3               | Юсеин Мехмедов (BUL)     | 3-0         | Кеннет Ричмонд (GBR) | 7               |
| 1               | Хамит Каплан (TUR)       | Пропускал   |                      |                 |

## Финал

### Встреча 1
| Штрафных баллов | Участник 1           | Результат | Участник 2               | Штрафных баллов |
| --------------- | -------------------- | --------- | ------------------------ | --------------- |
|                 | Хамит Каплан (TUR)   | 3-0       | Тайсто Кангасниеми (FIN) |                 |
|                 | Юсеин Мехмедов (BUL) | Пропускал |                          |                 |

### Встреча 2
| Штрафных баллов | Участник 1         | Результат | Участник 2           | Штрафных баллов |
| --------------- | ------------------ | --------- | -------------------- | --------------- |
|                 | Хамит Каплан (TUR) | 3-0       | Юсеин Мехмедов (BUL) |                 |